# 31マイスクリーム
『31 マイスクリーム』は、大石昌良によるソロ3作目のアルバム。2012年1月25日にHappy Music Recordsより発売された。

## 概要
前作「G.D. アトラクション」から約1年2か月ぶりのアルバム。
収録されているほぼ全ての楽曲が大石による作詞ではなく、リスペクトしているアーティストに依頼したものとなっている。
会場限定シングル「ダイヤモンド」にて共演した藤井丈司と本作の方向性を協議した際に「例えば作詞を誰かに頼んでみる？」という意見が出たことに対し戸惑いを感じながらも、藤井へのミュージシャンとしての信頼、誰かが書いた歌詞を歌うことで世界が広がるチャンスになるのではないかという可能性を考え、第三者に作詞を預けるという選択に至った。
Sound Scheduleのライブツアーに並行して本作の打ち合わせやレコーディングを行っていたらしく、時間的に非常にハードだったと当時のインタビューで語っている。

## 収録曲
作曲:大石昌良　編曲:大石昌良・藤井丈司
1. ストーリー [4:33]
作詞はアンダーグラフの真戸原直人。
真戸原とは直接的な面識はそれまでなかったが過去に何度か対バンをしたことはあり、歌詞が出来上がる前から「自分が選ぶ言葉と真戸原君が選ぶ言葉は似ているだろうな」と予想していた[3]。
弾き語りによるセルフカバーアルバム「大石昌良の弾き語りラボ」にて再録された。
2. されど空の青さを知る [4:39]
シンガーソングライターのKaiomii、プロデューサーである小山良太と大石による共作。
「さよなら、もう行かなくちゃ」と共にファミレスでKaiomiiと「あーでもない、こーでもない」と四苦八苦しながら作ったとのこと[3]。
3. 海を見ていた ぼくは [4:17]
作詞は小説家の片山恭一。
「一緒に作品を作るなら誰を思い浮かべるか」という質問に大石が片山の名前を挙げたため、作詞を依頼したという経緯がある。
片山とは同郷であること、出身校も同じこと、「世界の中心で、愛をさけぶ」を読んだときから「いつかご縁があったら一緒に何か作りたい」と思っていたことを手紙に認め送ったのち、「私でよければ」といった旨の直筆の手紙での返事があったことから共作が実現した。
大石自身お気に入りの曲であり、初めて歌った時から「この曲は10年くらい前からの自分の歌のような気がする」というような言葉が思わず漏れたと語っている[2]。
アルバム「大石昌良の弾き語りラボ」にて再録された。
4. ワンダーランド [4:44]
「ストーリー」(#1)と同様、真戸原直人による作詞。
完成した音源を聴いた真戸原の第一声は「大石君、むちゃくちゃ歌上手いね!!」だったという[3]。
5. ROCK'N ROLL STAR [4:33]
キリンジの堀込高樹による作詞。
大石がもともとキリンジのファンであったため、コラボレーションの候補に名前が挙がった際に即決。あらかじめ作っていたデモに「ロックンロールスター」という言葉のイメージがいっしょに出ていたことを伝えると、シニカルな曲調に合った歌詞が付けられたので「ピッタリどころかまさに希望通り」と思ったとのこと。[3]
6. トライアングル [4:04]
Kaiomii単独での作詞。
90年代のトレンディドラマの主題歌のようなイメージで作ったトラックに、メッセージに重きを置く作風のKaiomiiの歌詞が乗ったことで今までになかった楽曲となった。仲間内に聴かせたときの反応は「こういう引き出しがあったんだね」、「大石昌良らしくない」など様々だったらしい。[3]
弾き語りライブでの定番曲であり、この楽曲で日本一の弾き語りを目指すようになったと語っている。
アルバム「大石昌良の弾き語りラボ」にて再録された。
7. 東京ループ [5:43]
シンガーソングライターの大江千里との共作。
本作の中で大石の一番気持ちが入った曲として挙げており、「夢の終着駅」をテーマにした楽曲。デモの段階でサビのフレーズが思い浮かび、そこからどう膨らますかを当時ニューヨークにいた大江とSkypeで相談しながら決めていったというエピソードがある。当初からのイメージは「夢と天秤にかける何か」、「夢と引き換えに犠牲にする何か」、「夢を諦めなければならないほど絶対に選ばなければならない誰か」といったもので、救いとして「大切な人の存在」が出てきたことで、「『終わってしまうもの』と、『そこから始まるもの』の境界線に立たされて、グッと歯を食いしばっているイメージ」が出来上がり、大切な歌ができたという手応えを感じたとインタビューで応えている[3]。
8. 終わらないララララ [5:16]
大江千里による作詞。
ピアノの伴奏とボーカルのみのAメロからサビに入るタイミングでバンドサウンドになる楽曲。
9. 手紙唄 [4:24]
今作唯一の大石自身が作詞した楽曲。
弾き語りによるバラード。
10. さよなら、もう行かなくちゃ [4:34]
「されど空の青さを知る」(#2)と同じく、Kaiomii、小山良太、大石の三人での共作。

## DVD (MUSIC CLIP)
1. 海を見ていた ぼくは
2. ストーリー
3. 東京ループ